# Айдинбеков, Салам Мухтадирович
Салам Мухтадирович Айдинбеков (лезг. Айдинбегрин Мукьтадиран хва Салам; 1912, с. Ахты, Самурский округ, Дагестанская область, Российская империя — 1967, г. Баку, Азербайджанская ССР, СССР) — советский дагестанский и азербайджанский политический и партийный деятель, государственный и общественно-политический деятель Дагестана, дипломат, Председатель Совета Министров Дагестанской АССР (1948—1951).

## Биография
Родился в 1912 году в селе Ахты Самурского округа Дагестанской АССР в семье прославленного революционера Мухтадира Айдинбекова (1884—1918). Лезгин. Когда ему было 7 лет, убили отца. Родной дядя Гаджи-Шафи стал его опекуном. Мальчик воспитывался в Бакинском детском доме. В дальнейшем поступил в Дербентский педагогический техникум. После окончания техникума работал учителем в Яламе, Неджете, заведующим Ахтынского райОНО. В возрасте 20 лет вступил в ряды ВКП(б) и затем занимал ответственные посты в аппарате ЦК КП(б) Азербайджана.
В 1945 году поступил в Высшую партийную школу при ЦК ВКП(б), а через год стал секретарём обкома ВКП(б) по пропаганде и агитации. В декабре 1948 года был выдвинут на должность Председателя Совета Министров Дагестанской АССР.
Депутат Верховного Совета ДАССР 2-го созыва и Верховного Совета СССР 3-го созыва (1950—1953). Член бюро Дагестанского обкома. Ушёл с должностей из-за продолжительного конфликта с первым секретарём обкома аварцем Абдурахманом Данияловым.
В годы его руководства Дагестанская АССР досрочно выполнила пятилетний план по всем отраслям производства.
С 1953 года — министр торговли Азербайджанской ССР.
Скончался в 1967 году в г. Баку. Похоронен на Аллее почётного захоронения в Баку.

## Научная деятельность
Кандидат экономических наук (один из первых в Дагестане).

## Награды
- Орден Ленина
- Орден Трудового Красного Знамени
- 3 медали